# Agyneta paraprosecta
Espèce
Synonymes
- Meioneta paraprosecta (Tanasevitch, 2010)

Agyneta paraprosecta est une espèce d'araignées aranéomorphes de la famille des Linyphiidae.

## Distribution
Cette espèce est endémique du Ras el Khaïmah aux Émirats arabes unis. Elle se rencontre à Wadi Shawkah.

## Description
Le mâle holotype mesure 1,75 mm.

## Publication originale
- Tanasevitch, 2010 : Order Araneae, family Linyphiidae. Arthropod Fauna of the UAE. Dar Al Ummah, Abu Dhabi, vol. 3, p. 15-26.